# Бацманова, Анна Яковлевна
Анна Яковлевна Бацманова (родилась 17 сентября 1955 года) — библиотекарь-библиограф, директор Еврейской библиотеки им. Ицика Мангера в Кишинёве, Молдова.
Являясь активным сторонником сохранения еврейской культуры, она превратила библиотеку в важный центр изучения и продвижения еврейского наследия. Анна Бацманова является кавалером ордена Gloria Muncii, а также лауреатом премии Ион Мадан, премии «Семь свечей» и других наград за вклад в культурную и общественную жизнь Молдовы.

## Детство и образование
Анна Яковлевна Бацманова родилась 17 сентября 1955 года в городе Балта Одесской области, Украина (тогда УССР в составе СССР). Выросла в среде, где праздник Пейсах был единственным напоминанием о еврейском наследии. С ранних лет она проявляла интерес к литературе и общественной деятельности.
В 1972 году Анна Бацманова начала свою профессиональную деятельность с должности младшего библиотекаря в детской библиотеке № 4 в Кишинёве, пройдя все этапы — библиотекарь, старший библиотекарь, заведующая филиалом. Она окончила библиотечный факультет Молдавского государственного университета, получив квалификацию библиотекаря-библиографа.
В 1979 году была приглашена на должность старшего библиотекаря городскую юношескую библиотеку, где впоследствии стала заведующей библиотекой.

## Карьера
Карьера Анны Бацмановой в области сохранения еврейской культуры началась в 1988 году, когда она присоединилась к Еврейскому культурному обществу Молдовы. В 1991 году, в рамках политики культурного разнообразия после обретения Молдовой независимости, она возглавила создание Еврейской библиотеки имени Ицика Мангера, филиала Муниципальной библиотеки имени Б. П. Хашдеу, г. Кишинёв. Первоначально библиотека была создана из небольшой коллекции подаренных еврейской общиной и жителями Кишинева книг, и под руководством Анны Бацмановой превратилась в крупное культурное учреждение. В 1993 году Ассоциацией муниципальных библиотек Еврейская библиотека им. Ицика Мангера была признана одной из лучших в стране, а в 1994 году выбрана образцовой библиотекой на конференции по еврейским библиотекам бывшего СССР.
Библиотека насчитывает более 40 000 книг на идише, иврите, румынском, русском, английском и других языках, включает в себя детскую коллекцию, небольшой театр, отдел хранения аудио- и видеоматериалов, научно-исследовательский отдел, архив по истории возрождения еврейской общины и библиотеки, музей истории евреев, ведёт социальные проекты. На территории библиотеки был открыт первый музей истории евреев Бессарабии.
В штате библиотеки состоят 11 профессионально подготовленных библиотекарей, которые проводят культурные мероприятия, включая литературные чтения, выставки, лекции и встречи с художниками и учёными.
Анна Бацманова лично координирует проекты «Еврейская библиотека — центр духовной жизни евреев», «Традиции и инновации в Еврейской библиотеке имени И. Мангера», фестиваль еврейской книги и многие другие проекты.
Анна Бацманова внесла вклад в культурный дискурс своими публикациями, руководством и редакторской деятельностью, будучи директором и членом редакционной коллегии журнала «Архивариус» и двуязычной газеты «Dimineața capitalei / Утро столицы». В 2021 году оба издания победили в муниципальных конкурсах издательств, организованных мэрией Кишинёва: «Архивариус» отмечен за оригинальность и качество, а «Dimineața capitalei» — за социально-культурную вовлечённость.
В своей работе Анна Бацманова поддерживает социальные инициативы, такие, как центр для беженцев «Безопасное пространство для матерей и детей», что отражает её приверженность благополучию общества.

## Награды и признания
Анна Бацманова была удостоена наград за вклад в еврейскую культуру, библиотечное дело и общественную деятельность:
- Премия Ион Мадан (2018): Присуждена Министерством образования, культуры и исследований Республики Молдова 15 января 2018 года за профессиональное мастерство и преданность библиотечному делу.[5]
- Орден Gloria Muncii (2019): Награждена президентом Игорь Додон 11 декабря 2019 года за выдающийся вклад в развитие культуры и сохранение еврейского наследия в Молдове.[6]
- Премия «Семь свечей» (2021): Вручена Еврейской общиной Молдовы 18 декабря 2021 года за роль в сохранении еврейской культуры и издание книги «Точка притяжения», посвящённой 30-летию библиотеки.[7]

## Публикации
Бацманова является автором статей, эссе и книги, посвящённых еврейской культуре, библиотечному делу и исторической памяти:

### Книги
- «Точка притяжения» (2021): Сборник, документирующий историю и влияние Еврейской муниципальной библиотеки имени Ицика Мангера, изданный к 30-летию библиотеки.

### Избранные статьи
- «Библиотека имени Ицика Мангера — бастион знаний и продвижения человеческих ценностей» («Архивариус», 2025, № 15): Обсуждает роль библиотеки в сохранении культуры.
- «О прошлом, которое не должно повториться» («Архивариус», 2024, № 11): Размышления о коммеморации Холокоста.
- «Художники о трагедии 7 октября» («Утро столицы», 2024, № 11): Рассказывает о художественной выставке в Тель-Авиве, посвящённой событиям 7 октября 2023 года.
- «Синагоги Бендер» («Архивариус», 2022, № 3): Исследует историю еврейских синагог в Бендерах, Молдова.[8]
- «Оцифровка для сохранения» («Архивариус», 2021, № 1, в соавторстве с М. Кочеру).

Её ежемесячные публикации в «Архивариус» и «Утро столицы» включают вступительные слова, обзоры культурных событий и размышления об еврейской истории, публикуемые на русском и румынском языках.

### Другие
- « В конце года » (Утро столицы, 2024, № 13).[9]
- « Вместо аннотации » (Архивариус, 2024, № 13).
- « Сила носителей слова » (Архивариус, 2024, № 12).[10]
- « Вступительное слово » (Архивариус, 2023, № 6, № 8, № 9).[11][12][13]
- « Возвращаясь к напечатанному » (Архивариус, 2023, № 7).[14]
- « Вступительное слово » (Архивариус, 2022, № 5).
- « Проект, создающий безопасное пространство » (Утро столицы, 2022, № 3).[15]
- « Мы не можем стоять в стороне » (Утро столицы, 2022, № 2).[16]
- « Новое достижение » (Утро столицы, 2021).[17]
- « Приветственное слово » (Архивариус, 2021, № 1).
- « Старинные еврейские фотографии » (Архивариус, 2021, № 2).

## Наследие
Лидерство Анны Бацмановой сделало Еврейскую библиотеку имени Ицика Мангера краеугольным камнем еврейской общины Молдовы, способствуя образованию, сохранению культуры и социальной интеграции. Публикации и награды, включая престижный орден Gloria Muncii, подчёркивают её влияние в области библиотечного дела и этнокультурного развития.
Библиотека продолжает процветать благодаря её видению, проводя разнообразные программы и поддерживая инициативы, такие как помощь беженцам и коммеморация Холокоста.